# Alaptus ramakrishnai
Alaptus ramakrishnai är en stekelart som beskrevs av Mani 1942. Alaptus ramakrishnai ingår i släktet Alaptus och familjen dvärgsteklar. Inga underarter finns listade i Catalogue of Life.